# Немам Гафурі
Немам Гафурі (25 грудня 1968 , Ірак  — 1 квітня 2021 , Стокгольм ) — шведська курдська лікарка-практик іракського походження, відома тим, що допомагала єзидам, які постраждали від Ісламської держави Іраку та Леванту (ІДІЛ).

## Раннє життя
Немам Гафурі народилася 25 грудня 1968 року в регіоні Чнарок в Іраку (нині регіон Курдистан) у сім'ї Махмуда Ага Кака Зіада Гафурі, командира курдського опору, і Гульзари Хасан Джалала, яка забезпечувала бійців опору їжею та амуніцією. Гафурі мала 10 братів і сестер і виросла поблизу Тегерана та в Накаді в іранській провінції Західний Азербайджан.
У 1980-х роках сім'я переїхала до Стокгольма, отримавши статус біженців. Потім Гафурі вивчала медицину в Університеті Печа в Угорщині та в Університеті Умео на півночі Швеції, спеціалізуючись як кардіоторакальний хірург.

## Кар'єра
Гафурі брала участь у місіях допомоги в Ефіопії та Індії. У Курдистанському регіоні Іраку Гафурі провела епідеміологічне дослідження факторів ризику, з якими стикаються люди, які пережили конфлікт. Вона брала участь у широкомасштабних заходах з надання допомоги, таких як місії в Ірані, щоб допомогти постраждалим від землетрусу. Коли ІДІЛ почала експлуатацію та геноцид єзидів під час війни в Іраку, Гафурі допомагала біженцям, які прибували пораненими і травмованими на кордоні, і максимально допомагала ним. Вона заснувала організацію для надання допомоги «Спільна допомога Курдистану» та створила клініку в одному з таборів біженців. Станом на квітень 2021 року тисячі переміщених сімей єзидів все ще жили в цьому таборі.
У березні 2021 року Гафурі очолила місію з возз'єднання дванадцяти дітей, які утримувалися в курдсько-сирійському сирітському будинку на сирійсько-іракському кордоні, з їхніми матерями. Жінки народили цих дітей під час сексуального поневолення бойовиками ІДІЛ. Коли вони повернулися до Іраку, старійшини єзидів змусили їх покинути цих дітей.

## Смерть
Гафурі заразилася COVID-19 у березні 2021 року, коли допомагала возз'єднатися дванадцятьом матерям-єзидам зі своїми дітьми. Потім її перевезли до Стокгольма, Швеція, для невідкладної медичної допомоги.
Померла 1 квітня 2021 року